# Poškozený (odpovědnost z provozu vozidla)
Poškozený je vlastník motorového vozidla, jemuž byla jiným účastníkem silničního provozu způsobena škoda. Náhradu škody – pojistné plnění z dopravní nehody hradí pojišťovna viníka, pokud má viník sjednáno pojištění odpovědnosti z provozu vozidla. Jestliže viník pojištění nemá, pojistné plnění poskytne poškozenému Česká kancelář pojistitelů z tzv. Garančního fondu. 

## Právní předpisy
Základním právním předpisem je zákon č. 30/2024 Sb., o pojištění odpovědnosti z provozu vozidla, a dále zákon č. 89/2012 Sb., občanský zákoník.
Jak zdůraznil Ústavní soud České republiky ve svém nálezu ze dne 19. března 2008, sp. zn. II. ÚS 2221/07, poškozený se ve své roli neocitl dobrovolně, nýbrž mu byla v podstatě vnucena protiprávním jednáním jiného účastníka silničního provozu.

## Povinnosti poškozeného
- Důkazní břemeno nese poškozený. Musí prokázat výši skutečné škody i účelnost nákladů vynaložených v souvislosti s pojistnou událostí.
- Obecná preventivní povinnost předcházet navyšování škody vychází z občanského zákoníku a ukládá poškozenému povinnost zabránit vzniku dalších škod, popř. navyšování škody stávající. Poškozeným bývá často při likvidaci vnucován názor, že musí při opravě poškození volit nejlevnější náhradní díly, nejlevnější autoservis a tak podobně. Tak to samozřejmě není a občanský zákoník takto povinnost neukládá. Smyslem předcházení dalším škodám je například situace, kdy z havarovaného vozu uniká olej do řeky. Poškozený toho nedbá a ač má možnost, tak znečištění řeky nijak nezabrání. Právě na tuto situaci občanský zákoník pamatuje a právě v tomto případě ukládá poškozenému povinnost vyvinout maximální úsilí k zabránění vzniku dalších škod.

## Práva poškozeného

### Právo na náhradu škody
Poškozený má nárok, aby mu byla nahrazena skutečná škoda, kterou v souvislosti se škodnou událostí utrpěl. Nelze po poškozeném v souvislosti s pojistnou událostí spravedlivě požadovat, aby snížil svůj životní standard nebo aby investoval bez náhrady svůj čas v souvislosti s uplatňováním svých nároků vůči pojišťovně, aniž by mu byly tyto ztráty a újmy v plném rozsahu nahrazeny v rámci pojistného plnění. 
Právo nechat se zastoupit je právem každého občana. Pokud je kdokoliv účastníkem řízení nebo jednání, kde jsou vyžadovány odborné znalosti, potřebné k prosazení práv, je běžné a velmi vhodné nechat se zastoupit odborníkem a maximalizovat svůj prospěch (např. jednání před soudem – advokát, nebo finančním úřadem – daňový poradce). Při prosazování náhrady škody může za poškozeného jednat zástupce, specialista na danou problematiku. Takovou možností je například Asociace poškozených. Působí zde již řadu let a služby jsou pro poškozené zdarma. Jinou variantou je nechat si zkontrolovat vyplacené pojistné plnění od pojišťovny a nechat si poradit jaké další nároky poškozeným vznikají, což bezplatně poskytuje občanské sdružení Pomoc poškozeným.
Poškozený má nárok, aby mu byly nahrazeny veškeré náklady, potřebné ke znovu uvedení poškozené věci (vozidla) do stavu před poškozením. Pokud opravou došlo ke zvýšení hodnoty vozidla, je toto zhodnocení považováno za neoprávněné obohacení a jako takové je od nákladů odečteno. To se však stává velmi zřídka a v drtivé většině případů dochází opravou vozidla naopak ke snížení jeho tržní hodnoty. Vozidlo havarované a opravené je na trhu vždy levnější a hůře prodejné, než vozidlo v původním stavu a nikdy nepoškozené. Zhodnocení vozidla přichází v úvahu například v případě, že bylo poškozeno vozidlo, které již před nehodou bylo na konci své životnosti a provedenou opravou se jeho životnost prodloužila. V takovém případě se však většinou jedná o totální škodu, kde oprava je celkově neekonomická. Situace, kdy bylo vozidlo opravou zhodnoceno je tedy oblast spíše teoretická.
Podstatnou skutečností je, že poškozenému bylo poškozeno vozidlo jako celek, tedy nikoli např. blatník. Je tedy třeba dívat se na hodnotu věci jako celku a nikoliv jako na jednotlivé její součásti. Velmi často je právě toto hledisko zneužíváno a je vůči poškozenému uplatňována tzv. amortizace nebo jiné koeficienty a srážky. Často je poškozenému tvrzeno, že není možné za jeho poškozený pět let starý blatník poskytnout náhradu v ceně blatníku nového. Taková argumentace je nesprávná. Podrobně se touto problematikou zaobírá i Ústavní soud ve svém nálezu (viz výše).
Totální škoda je škoda, kde náklady na opravu přesahují obecnou cenu poškozeného vozidla. V takovém případě je oprava věci neekonomická a poškozenému je nahrazena hodnota celé poškozené věci, ponížená o hodnotu případných zbytků, které poškozenému zůstanou a mají nějakou hodnotu. Jinými slovy si poškozený za obdržené pojistné plnění koupí obdobné vozidlo, jaké bylo jeho před škodnou událostí.
Parciální škoda je škoda, kde pojišťovna nahradí poškozenému náklady potřebné ke znovu uvedení poškozeného vozidla do stavu před nehodou.

### Náklady na náhradní vozidlo
Vlastnictví automobilu je jednou z nejméně efektivních investic každého jednotlivce. Automobil velmi rychle ztrácí na hodnotě a jeho provoz je spojen s vysokými výdaji. Kdyby tedy poškozený automobil nepotřeboval, jistě by jej nevlastnil. Z toho plyne, že pokud je vlastní vozidlo poškozeno, má poškozený nárok, aby mu byly uhrazeny náklady, které byl nucen vynaložit v souvislosti se zapůjčením vozidla náhradního. Náhradní vozidlo si poškozený zapůjčuje za účelem udržení životního standardu a obslužnosti, tak jak je běžně zvyklý. Proto není možné po poškozeném požadovat omezení v rámci kilometrového nájezdu. Poškozený může tedy s vypůjčeným automobilem vyjet i do zahraničí. Poškozený má ze zákona nárok na náhradní vůz po celou dobu nezbytnou pro opravu jeho vozidla. Po poškozeném nelze spravedlivě požadovat, aby v důsledku újmy kterou utrpěl byl snižován jeho životní standard nebo omezovány jeho zvyklosti. Z těchto důvodů jsou náklady na pronájem náhradního vozidla standardní součástí náhrady škody.

### Náhrada na ztrátu na výdělku a ušlý zisk
Byla-li poškozenému v souvislosti s nehodou způsobena škoda, která má povahu ušlého zisku nebo ztráty na výdělku, má poškozený nárok na náhradu takové újmy. Je třeba ji řádně prokázat, což například v případě ušlého zisku bývá mnohdy ne úplně jednoduché.